# Bresegard bei Eldena
Bresegard bei Eldena település Németországban, Mecklenburg-Elő-Pomeránia tartományban. Lakosainak száma 200 fő (2023. december 31.).

## Népesség
A település népességének változása:
| Lakosok száma | 230  | 210  | 200  | 205  | 199  | 194  | 200  |
|               | 2010 | 2014 | 2017 | 2019 | 2021 | 2022 | 2023 |